# Przemysław Stańczyk
Przemysław Stańczyk (Szczecin, 12 februari 1985) is een Poolse zwemmer. Hij vertegenwoordigde zijn vaderland op de Olympische Zomerspelen 2004 in Athene en op de Olympische Zomerspelen 2008 in Peking.

## Carrière
Bij zijn internationale debuut, op de wereldkampioenschappen zwemmen 2003 in Barcelona, strandde Stańczyk in de series van de 400 meter vrije slag. 
Tijdens de Olympische Zomerspelen van 2004 in Athene werd de Pool nipt uitgeschakeld in de series van de 400 meter vrije slag, hij kwam slechts 0,17 seconde tekort voor een finaleplaats. Op de Europese kampioenschappen kortebaanzwemmen 2004 in de Oostenrijkse hoofdstad Wenen eindigde Stańczyk als vierde op zowel de 400 als de 1500 meter vrije slag, op de 200 meter vrije slag strandde hij in de series. 

### 2005-2008
In Montreal nam de Pool deel aan de wereldkampioenschappen zwemmen 2005, op dit toernooi eindigde hij als vierde op de 800 meter vrije slag en werd hij uitgeschakeld in de series van de 400 meter vrij slag. Samen met Paweł Korzeniowski, Łukasz Drzewiński en Michal Rokicki strandde hij in de series van de 4x200 meter vrije slag. Op de Europese kampioenschappen kortebaanzwemmen 2005 in Triëst eindigde Stańczyk als vijfde op de 1500 meter vrije slag en als zesde op de 400 meter vrije slag, op de 200 meter vrije slag werd hij uitgeschakeld in de series.
Op de Europese kampioenschappen zwemmen 2006 in Boedapest eindigde Stańczyk als vierde op de 400 meter vrije slag en strandde hij in de series van de 1500 meter vrije slag, samen met Paweł Korzeniowski, Michal Rokicki en Łukasz Giminski eindigde hij als zesde op de 4x200 meter vrije slag. In Helsinki nam de Pool deel aan de Europese kampioenschappen kortebaanzwemmen 2006, op dit toernooi sleepte hij de zilveren medaille in de wacht op de 400 meter vrije slag en werd hij uitgeschakeld in de series van de 200 meter vrije slag. 
Tijdens de wereldkampioenschappen zwemmen 2007 in Melbourne veroverde Stańczyk de wereldtitel op de 800 meter vrije slag en strandde hij in de series van de 400 meter vrije slag. Op de 4x200 meter vrije slag eindigde hij samen met Paweł Korzeniowski, Michal Rockicki en Łukasz Giminski op de zevende plaats. Op de Europese kampioenschappen kortebaanzwemmen 2007 in Debrecen eindigde de Pool als vierde op de 1500 meter vrije slag en als vijfde op de 400 meter vrije slag.
Op de Europese kampioenschappen zwemmen 2008 in Eindhoven eindigde Stańczyk als vijfde op de 800 meter vrije slag en als zesde op de 400 meter vrije slag, op de 1500 meter vrije slag strandde hij in de series. In Manchester nam de Pool deel aan de wereldkampioenschappen kortebaanzwemmen 2008, op dit toernooi eindigde hij als zesde op de 1500 meter vrije slag en werd hij uitgeschakeld in de series van de 400 meter vrije slag. Tijdens de Olympische Zomerspelen van 2008 in Peking strandde Stańczyk in de series van de 400 meter vrije slag, op de 4x200 meter vrije slag werd hij samen met Łukasz Gasior, Łukasz Wojt en Michal Rokicki uitgeschakeld in de series.

### 2009-heden
Op de Europese kampioenschappen kortebaanzwemmen 2009 in Istanboel strandde de Pool in de series van de 400 meter vrije slag.
In Boedapest nam Stańczyk deel aan de Europese kampioenschappen zwemmen 2010. Op dit toernooi eindigde hij als achtste op de 1500 meter vrije slag, daarnaast werd hij uitgeschakeld in de series van zowel de 400 als de 800 meter vrije slag. Samen met Paweł Korzeniowski, Łukasz Gasior en Paweł Rurak eindigde hij als achtste op de 4x200 meter vrije slag.
Tijdens de Europese kampioenschappen kortebaanzwemmen 2011 in Szczecin eindigde de Pool als twintigste op de 1500 meter vrije slag, op de 400 meter vrije slag strandde hij in de series.

## Internationale toernooien
| Jaar | Olympische Spelen                         | WK langebaan                                                | WK kortebaan                                                                               | EK langebaan                                                                     | EK kortebaan                                               |
| ---- | ----------------------------------------- | ----------------------------------------------------------- | ------------------------------------------------------------------------------------------ | -------------------------------------------------------------------------------- | ---------------------------------------------------------- |
| 2003 |                                           | 18e 400m vrije slag                                         |                                                                                            |                                                                                  | geen deelname                                              |
| 2004 | 9e 400m vrije slag                        |                                                             | geen deelname                                                                              | geen deelname                                                                    | 30e 200m vrije slag 4e 400m vrije slag 4e 1500m vrije slag |
| 2005 |                                           | 11e 400m vrije slag 4e 800m vrije slag 9e 4x200m vrije slag |                                                                                            |                                                                                  | 20e 200m vrije slag 6e 400m vrije slag 5e 1500m vrije slag |
| 2006 |                                           |                                                             | geen deelname                                                                              | 4e 400m vrije slag 9e 1500m vrije slag 6e 4x200m vrije slag                      | 22e 200m vrije slag · 400m vrije slag                      |
| 2007 |                                           | 8e 400m vrije slag · 800m vrije slag · 7e 4x200m vrije slag |                                                                                            |                                                                                  | 5e 400m vrije slag 4e 1500m vrije slag                     |
| 2008 | 19e 400m vrije slag 14e 4x200m vrije slag |                                                             | 14e 400m vrije slag 6e 1500m vrije slag 8e 4x200m vrije slag Stańczyk zwom enkel de series | 6e 400m vrije slag 5e 800m vrije slag 11e 1500m vrije slag                       | geen deelname                                              |
| 2009 |                                           | geen deelname                                               |                                                                                            |                                                                                  | 27e 400m vrije slag                                        |
| 2010 |                                           |                                                             | geen deelname                                                                              | 10e 400m vrije slag 13e 800m vrije slag 8e 1500m vrije slag 8e 4x200m vrije slag | geen deelname                                              |
| 2011 |                                           | geen deelname                                               |                                                                                            |                                                                                  | 31e 400m vrije slag 20e 1500m vrije slag                   |

## Persoonlijke records
Bijgewerkt tot en met 9 juli 2009

### Kortebaan
| Afstand          | Tijd     | Datum            | Plaats              |
| ---------------- | -------- | ---------------- | ------------------- |
| 200m vrije slag  | 1.46,16  | 25 november 2005 | Gorzów Wielkopolski |
| 400m vrije slag  | 3.39,92  | 7 december 2006  | Helsinki            |
| 800m vrije slag  | 7.46,86  | 15 december 2007 | Debrecen            |
| 1500m vrije slag | 14.40,04 | 15 december 2007 | Debrecen            |

### Langebaan
| Afstand          | Tijd     | Datum            | Plaats                  |
| ---------------- | -------- | ---------------- | ----------------------- |
| 200m vrije slag  | 1.49,75  | 4 april 2008     | Ostrowiec Świętokrzyski |
| 400m vrije slag  | 3.45,71  | 21 augustus 2007 | Chiba                   |
| 800m vrije slag  | 7.47,91  | 28 maart 2007    | Melbourne               |
| 1500m vrije slag | 14.51,06 | 9 juli 2009      | Belgrado                |